# Петрово Село (Дубровник)
42°41′ пн. ш. 18°05′ сх. д. / 42.68° пн. ш. 18.08° сх. д.
Петрово Село (хорв. Petrovo Selo) — населений пункт у Хорватії, у Дубровницько-Неретванській жупанії у складі міста Дубровник.

## Населення
Населення за даними перепису 2011 року становило 23 осіб.
Динаміка чисельності населення поселення: